# Szonkinit
Szonkinit, shonkinit, melasyenit – zasadowa skała magmowa o pochodzeniu głębinowym.
Jest to skała ziarnista zbudowana głównie z augitu i ortoklazu. Jest to melanokratyczna odmiana yogoitu, skała pozbawiona plagioklazów, zawierająca ok. 60% minerałów ciemnych: augit egirynowy, biotyt (szonkinit biotytowy) lub flogopit (szonkinit łyszczykowy), oliwin, hornblendę i melanit. Minerały jasne to głównie kryptopertyt ortoklazowy, anortoklaz lub sanidyn oraz skaleniowce: nefelin (szonkinit nefelinowy), leucyt (szonkinit leucytowy), sodalit, kankrynit, nosean. Minerały akcesoryczne to: magnetyt, apatyt i oliwin.
Szonkinit zaliczany jest do skał jawnokrystalicznych. Najczęściej barwy szarej lub ciemnoszarej. Zawiera 10-60% foidów (skaleniowców). Na diagramie klasyfikacyjnym QAPF szonkinit zajmuje pole 11 (foidowego jyenitu).
Szonkinity po raz pierwszy zostały opisane z lakkolitu Shonkin Sag (Highwood Mountains) w Montanie przez W.H. Wedda i L.V. Pirssona (1895). Inne wystąpienia znajdują się w Montanie (Adel Mountains Volcanic Field), w Ontario w Kanadzie i na wyspie Timor.